# Hon ran
Hon ran (紅狼?) è un OAV del 1993 creato da Kenji Okamura e Masahiko Takajo, diretto da Shoichi Masuo e prodotto dallo studio A.P.P.P.